# 戈索伦戈
戈索伦戈（義大利語：Gossolengo），是意大利皮亚琴察省的一个市镇。总面积31平方公里，人口5180人，人口密度167.1人/平方公里（2009年）。ISTAT代码为033023。